# Fußballderbys in Mexiko
Die alles überschattende Rivalität des mexikanischen Vereinsfußballs ist kein Derby im eigentlichen Sinn, darf aber aufgrund ihrer existenziellen Bedeutung für den Fußball im Land südlich des Rio Grande in einer solchen Betrachtung dennoch nicht unerwähnt bleiben. Schließlich hat in Mexiko die Begegnung zwischen América aus der Hauptstadt und Chivas aus der zweitgrößten Stadt des Landes einen ähnlichen Stellenwert wie in Spanien die Begegnung zwischen Real Madrid und dem FC Barcelona.
Neben diesem „Fernduell“ werden die fünf Stadtderbys beschrieben, die in den letzten Jahrzehnten regelmäßig in der Liga MX ausgetragen wurden: der Clásico Tapatío zwischen Chivas und Atlas in Guadalajara, der Clásico Regiomontano im Großraum der Stadt Monterrey zwischen Rayados und Tigres sowie die Derbys der drei großen Mannschaften aus der Hauptstadt: der Clásico Joven zwischen América und Cruz Azul, der Clásico Capitalino zwischen América und Pumas sowie der Clásico Chilango zwischen Cruz Azul und Pumas. Im letzten Abschnitt werden alle weiteren Städte vorgestellt, die in vergangenen Spielzeiten gleichzeitig zwei Erstligisten unterhielten.
Die politische Hauptstadt Mexikos ist auch Fußballhauptstadt des Landes; denn Mexiko-Stadt war zu keiner Zeit mit weniger als drei, häufig sogar mit bis zu fünf, Vereinen in der Primera División vertreten. Zweiterfolgreichste Stadt in dieser Hinsicht ist das zweitgrößte Ballungsgebiet des Landes, Guadalajara. Die Stadt war immer mit mindestens zwei Vereinen gleichzeitig in der höchsten Spielklasse vertreten. In den späten 1970er Jahren konnte Guadalajara zeitweise fünf Vereine in der ersten Liga vorweisen und übertrumpfte in der Saison 1976/77 sogar die in jener Saison „nur“ mit vier Erstligisten aufwartenden Hauptstadt.

## El Súper Clásico del Fútbol Mexicano

Ticket des mexikanischen Super Clásico
vom 5. September 1993

Der Hauptunterschied der beiden populärsten Vereine Mexikos besteht darin, dass der aus dem Arbeitermilieu hervorgegangene Club Deportivo Guadalajara selten über besonders finanzkräftige Gönner verfügte und sein Hauptaugenmerk auf die Ausbildung des eigenen Nachwuchses richtete. Außerdem verpflichtet der ursprünglich von einem Belgier gegründete Verein seit jeher nur in Mexiko geborene Spieler und widersetzt sich vehement der Verpflichtung ausländischer Profis. Trotz dieser restriktiven Politik und der in der Vergangenheit häufig fehlenden finanziellen Mittel hat es der Verein mit seinen elf Titeln doch zum Rekordmeister der Primera División und zum populärsten Verein Mexikos gebracht. Der Club América ist ursprünglich ein von der Mittelschicht der mexikanischen Hauptstadt getragener Verein, der seit seiner „Übernahme“ durch den Mediengiganten Televisa in den 1950er Jahren über einen äußerst finanzkräftigen Sponsor verfügt. Mit dem vielen Geld verpflichtete América eine Reihe ausländischer, vor allem argentinischer und später auch brasilianischer, Spieler, die nicht immer den Erwartungen entsprachen. Gleichzeitig wurde die eigene Nachwuchsförderung zeitweise stark vernachlässigt. Diese Vereinspolitik brachte dem Club América schon früh den Spitznamen „millonetas“ ein, was in etwa so viel wie „Geldsäcke“ bedeutet. Der Club América ist mit zehn Meistertiteln zweiterfolgreichster Verein der Primera División und genießt auch die zweithöchste Popularität unter den mexikanischen Fußballfans.

## El Clásico Tapatío

Ticket eines clásico tapatío mit dem
Estadio Jalisco im Hintergrund

Die Rivalität in Guadalajara zwischen Atlas Guadalajara und Deportivo Guadalajara ist das traditionsreichste Stadtderby im mexikanischen Profifußball. Schließlich fand das erste Derby dieser Art bereits 1918 statt und wird seither beinahe halbjährlich ausgetragen; sieht man einmal von den insgesamt drei Spielzeiten ab, die Atlas nicht in der Primera División vertreten war. Atlas entstand nicht in Guadalajara, sondern in dem südlich hiervon gelegenen Vorort San Pedro Tlaquepaque und galt in seiner Anfangszeit als Verein der Aristokratie. Chivas entstand in dem Arbeiterviertel Mexicaltzingo südlich des Stadtzentrums von Guadalajara und wurde von Anfang an als Volksverein wahrgenommen. Die Derbys waren daher von einem starken sozialen Gegensatz geprägt und wurden über Jahrzehnte hinweg entsprechend emotional ausgetragen. Noch in den 1950er Jahren wurde keine Begegnung der mexikanischen Primera División so heftig umkämpft wie der Clásico Tapatío. Stellvertretend für viele ihrer Duelle darf der folgende Bericht eines Reporters über ein Derby im Jahr 1957 gelten: Die Begegnung zwischen Guadalajara und Atlas, die im Rahmen des Pokalturniers Copa de Oro de Occidente ausgetragen wurde, war wie alle Tapatío-Derbys geprägt von Kampf, von Streitigkeiten auf dem Platz und auf den Rängen, Einmischung der Trainer, Platzverweisen und dem Einschreiten der Polizei.

## El Clásico Regiomontano
Bevor die heutige Rivalität zwischen dem CF Monterrey und den UANL Tigres geboren wurde, gab es in den drei Spielzeiten zwischen 1966/67 und 1968/69 Derbys zwischen dem CF Monterrey und dem CF Nuevo León. Das erste Erstligaderby zwischen dem CF Monterrey und den Tigres wurde in der Saison 1974/75 ausgetragen und findet seither – mit Ausnahme der Saison 1996/97, als die Tigres in die zweite Liga abgerutscht waren – in jeder Saison statt.
Die Rayados sind direkt in Monterrey beheimatet, während sich die Heimat der Tigres im Vorort San Nicolás de los Garza befindet. Beide Vereine sind eng mit einer Universität verbunden: der CF Monterrey mit dem Instituto Tecnológico y de Estudios Superiores de Monterrey (ITESM), der größten Privatuniversität von Monterrey, auf deren Gelände sich auch ihr ehemaliges Stadion Tecnológico befindet; die Tigres mit der staatlichen Universidad Autónoma de Nuevo León, die ihre Heimspielstätte, das Estadio Universitario, beherbergt.
Ein für andere Derbys in Mexiko untypisches Merkmal des clásico regiomontano ist, dass bei den Derbys generell kaum Auswärtsfans zu sehen sind. Diese Tatsache ist jedoch nicht auf Sicherheitsbedenken zurückzuführen, sondern weil beide Vereine über ein hohes Dauerkartenkontingent verfügen und daher für Gästefans kaum Tickets zu haben sind.

## Die großen Derbys in Mexiko-Stadt
Von den drei großen Vereinen, die heute ihren Sitz in Mexiko-Stadt haben, ist der Club América zweifelsohne der Traditionsreichste. Denn er wurde bereits 1916 gegründet und hatte sich schon in heiß umkämpften Derbys der alten Primera Fuerza gegen die damaligen Stadtrivalen wie Atlante, Necaxa, Asturias und España zu behaupten, als an seine heutigen Stadtrivalen noch gar nicht zu denken war. In den Jahren nach seiner Gründung stellte er die erste Mannschaft, die nur aus mexikanischen Spielern bestand. Als Ironie der Geschichte darf bezeichnet werden, dass später ausgerechnet sein Erzrivale aus Guadalajara die Tradition hoch hielt, nur mexikanische Spieler unter Vertrag zu nehmen – und durch diese Politik zum beliebtesten Verein des Landes avancierte –, während América zum Inbegriff des Clubs wurde, der sich lieber auf dem ausländischen Spielermarkt umsah als auf dem einheimischen. Während Atlante und Necaxa als einheimische Arbeitervereine galten und die spanischen Teams von Asturias und España als Repräsentanten der spanischen Oberschicht wahrgenommen wurden, galt der aus der Mittelschicht geborene Club América als schichtenübergreifender Verein mit ebenfalls mexikanischen Wurzeln.
Im Prinzip knisterte es in allen Stadtderbys und als Erzrivalen hatten sich dabei jene Vereine herauskristallisiert, die in sozialer Hinsicht auf einer Ebene standen. So gab es heftige und ruppig ausgetragene Derbys zwischen den hart und kämpferisch spielenden Atlantistas und den eher feinsinnig und technisch agierenden Necaxistas (vgl. unten stehendes Kapitel). Viel Wind um die „spanischen Derbys“ entfachte sich bereits Wochen vor dem Spiel. Asturias und España waren erbitterte Erzrivalen und das bevorstehende Derby war Gesprächsstoff in den hauptsächlich von Spaniern frequentierten Kneipen und Cafés. Die Spieler beider Mannschaften tauschten im Vorfeld der Begegnung allerlei „Nettigkeiten“ aus und die Anhänger drohten einander mit Prügel. Mit der Weigerung, den Profistatus anzunehmen, verpasste Necaxa 1943 den Anschluss und das Derby mit Atlante hatte in den 1950er Jahren, als es wieder stattfand, nicht mehr die Bedeutung wie zuvor. Das „spanische Derby“ kam mit dem Rückzug beider Mannschaften aus der Primera División im Jahr 1950 zum Erliegen. Daher war das Derby zwischen dem bürgerlich geprägten América und Atlante als dem Repräsentanten der sozial Benachteiligten in den 1950er Jahren das wichtigste Duell im Hauptstadtfußball.
Mit dem 1962 erfolgten Aufstieg des Club Universidad Nacional in die höchste Spielklasse des mexikanischen Vereinsfußballs begann eine neue Ära, die jedoch erst in den 1970er Jahren Früchte tragen sollte. Denn mit dem zunehmenden sportlichen Erfolg vergrößerte sich auch die Anhängerschaft des Universitätsvereins. Die soziale Komponente der Rivalität besteht seit jener Zeit vor allem durch folgende Gegensätze: die Pumas erfreuten ihre vorwiegend jugendlichen Fans häufig durch eine erfrischende Spielweise, während der Club América von seinen zahlreichen Gegnern als verkrusteter Beamtenverein und seine Mannschaft als wahllos zusammengekaufte „Söldnertruppe“ wahrgenommen wird.
Zur unumstößlichen Feindschaft zwischen den Pumas und América war es spätestens in der Saison 1984/85 gekommen, als die beiden Mannschaften sich in den Finalspielen um die Meisterschaft gegenüberstanden und América nur aufgrund äußerst fragwürdiger Fehlentscheidungen des Schiedsrichters gewann.
Bei beiden Vereinen nicht gerade willkommen war der im Bundesstaat Hidalgo gegründete CD Cruz Azul, Verein der gleichnamigen Zementfabrik, der in den Jahren davor bereits zwei Meistertitel einheimsen konnte und im Sommer 1971 den beengten Verhältnissen in Jasso entfloh und ein neues Domizil in der Hauptstadt bezog. Kaum an ihrem neuen Standort angekommen, gelang den Cementeros – wie sie nicht nur wegen ihrer Zugehörigkeit zur Zementfabrik, sondern auch wegen ihres unattraktiven, aber äußerst effektiven Defensivspiels genannt wurden – zwischen 1972 und 1974 ein Titelhattrick, was weitere Missgunst, insbesondere vom erfolgsverwöhnten Umfeld des Club América, nach sich zog.
Die Rivalität zwischen dem nach Mexiko-Stadt gekommenen Erfolgsverein Cruz Azul und dem zu jener Zeit sportlich noch im Schatten stehenden Universitätsverein entwickelte sich mit dem zunehmenden Erfolg der Pumas und insbesondere durch die Finalspiele in den Jahren 1979 und 1981, die die beiden Teams gegeneinander bestritten. Der erste Vergleich ging an Cruz Azul, die zweite Auseinandersetzung wurde von den Pumas gewonnen.

## Historische Stadtderbys
In diesem Abschnitt werden alle weiteren Städte aufgeführt, die in der Vergangenheit mit zwei Vereinen gleichzeitig in der Primera División vertreten waren:

### León
In León gab es zwischen 1945/46 und 1950/51 sechs Jahre lang Stadtderbys zwischen dem Club León und dem Club San Sebastián. Von den insgesamt zwölf Begegnungen konnte der Club León acht für sich entscheiden, die übrigen vier Spiele endeten unentschieden. Die Torbilanz von 37:13 spricht ebenfalls eindeutig für den Club León. Nach dem Abstieg von San Sebastián dauerte es bis zum Aufstieg von Unión de Curtidores, kurz UC, ehe es in León zu weiteren Stadtderbys kam. Dabei standen sich der Club León und Unión de Curtidores in den acht Spielzeiten zwischen 1974/75 und 1980/81 sowie 1983/84 gegenüber. Von den insgesamt 16 Punktspielderbys, die sie in der höchsten Spielklasse bestritten, war León fünfmal erfolgreich, während UC drei Begegnungen für sich entscheiden konnte. Die übrigen acht Spiele endeten unentschieden. Die Torbilanz spricht mit 24:21 ebenfalls für León. Interessant ist, dass die Heimbilanz des Club León absolut ausgeglichen ausfällt (sechs Remis, ein 3:2-Erfolg und eine 0:1-Niederlage), während er auswärts klar im Vorteil liegt. Das torreichste Spiel war ihre allererste Begegnung in der Saison 1974/75, die 4:4 endete. Die höchsten Siege fielen jeweils 3:0 aus und kamen beide bei Heimrecht des UC zustande (zu Gunsten von UC in der Saison 1976/77 und für León in der Saison 1983/84). Außerdem trafen beide Mannschaften noch ein weiteres Mal in der Meisterschaftsendrunde 1974/75 aufeinander, wo UC mit 1:0 und 0:0 die Oberhand behielt.
Das traditionsreichste und emotionalste Derby der Stadt León fand zwischen dem Club León und Unión de Curtidores statt und war durch starke soziologische Unterschiede geprägt. So galt der Club León als Vertreter der Mittel- und Oberschicht, wohingegen die Gerber (span. Curtidores) als der traditionelle Repräsentant der Arbeiterschaft galten. Nähere Details zur ehemals erbitterten Rivalität zwischen León und UC sind in den beiden Vereinsartikeln nachzulesen. Derbystatistiken befinden sich in der Datenbank von RSSSF.

### Orizaba
Zwei der zehn Gründungsmitglieder der Primera División kamen aus der beschaulichen Industriestadt Orizaba, die sich auf der Wegstrecke von der Hafenstadt Veracruz in die Hauptstadt befindet. In den sechs Spielzeiten zwischen 1943/44 und 1948/49 stritten sich die 1916 ins Leben gerufene Asociación Deportiva Orizabeña (A.D.O.) und der 1932 von Angestellten der Moctezuma-Brauerei gegründete UD Moctezuma de Orizaba um die lokale Vorherrschaft im früheren „Manchester Mexikos“. Aus den insgesamt zwölf Punktspielderbys, die sie in der höchsten Spielklasse bestritten, ging Moctezuma siebenmal siegreich hervor, während die A.D.O. nur drei Begegnungen für sich entscheiden konnte (die restlichen zwei endeten unentschieden). Auch das Torverhältnis von 27:16 sowie die stets bessere Platzierung in den ersten vier Spielzeiten (1943/44 bis 1946/47) mit insgesamt sechs Derbysiegen aus acht Spielen belegen die zumindest anfängliche Überlegenheit von Moctezuma. Lediglich in der Saison 1947/48 gewann A.D.O. beide Derbys und lag am Saisonende ebenso vor Moctezuma wie in der letzten gemeinsamen Saison 1948/49. Seit dem Rückzug beider Mannschaften aus der ersten Liga (A.D.O. 1949 wegen finanzieller Probleme und Moctezuma 1950 aufgrund von Verbandsstreitigkeiten) gehört der Spitzenfußball in Orizaba der Vergangenheit an. Zuletzt war die Stadt durch die Albinegros de Orizaba in der zweiten Liga vertreten.
Folgende Spieler waren für beide Vereine aktiv (unvollständig): Honorio Arteaga, Luis Aussín, Mario Ballesteros, Rafael Contreras, Justo Couto, Martín Cuburu, Horacio Herrero, Walter Meneses, Daniel Muñoz, Julio Pisapia, Jesús Segovia, Lorenzo Vázquez. Mit insgesamt 6 Treffern, von denen er 2 für die A.D.O. und 4 für Moctezuma erzielte, war Muñoz zudem der erfolgreichste Derbytorschütze in der Liga. Zählt man die Pokalspiele hinzu, ist allerdings Alfonso Arnáez mit insgesamt 9 Treffern, die er alle für Moctezuma erzielte (5 in der Liga und 4 im Pokal), der erfolgreichste Derbytorschütze.

### Puebla
Nach dem Erwerb der Lizenz des CF Oaxtepec war eine neu formierte Mannschaft unter der Bezeichnung Ángeles de Puebla in den vier Spielzeiten zwischen 1984/85 und 1987/88 als zweiter Verein der Stadt Puebla neben dem etablierten Puebla FC in der Primera División vertreten. Es gelang ihm allerdings zu keiner Zeit, sich aus dem übermächtigen Schatten seines traditionsreichen Nachbarn zu lösen und so entschied der Vereinsvorstand sich zum Rückzug aus der Liga und verkaufte seine Lizenz 1988 an den Club Santos Laguna, der seither zu einer festen Größe des mexikanischen Fußballs gehört. Weil beide Mannschaften in den wegen der Vorbereitung zur WM 1986 ausgetragenen Sonderturnieren der Saison 1985/86 nicht aufeinander trafen, kam es insgesamt nur zu sechs Punktspielderbys, von denen Ángeles kein einziges gewann. Dreimal konnte sich Puebla durchsetzen und ebenso oft endete der Vergleich unentschieden. Interessant ist, dass der Puebla FC alle drei „Heimspiele“ gewann (3:1, 4:0 und 2:0), während alle Spiele, in denen Ángeles Heimrecht genoss, remis endeten (zweimal 1:1 und zuletzt 3:3).
Am Ende der Saison 2016/17 gewann Lobos de la BUAP das Aufstiegsfinale gegen Dorados de Sinaloa und war somit in der Saison 2017/18 erstmals in der höchsten Spielklasse Mexikos vertreten. Die Lobos gewannen nicht nur das erste Derby gegen den Puebla FC in dessen Stadion mit 1:0, sondern beendeten die Meisterschaft der Apertura 2017 auf dem zehnten Rang vor dem etablierten Stadtrivalen, der nur den 15. Platz belegte. Doch in der Clausura 2018 wendete sich das Blatt. Diesmal gewann der Puebla FC ebenfalls mit 1:0, während die Lobos das Turnier auf dem letzten Platz abschlossen.

### San Luis Potosí
Der Club Atlético Potosino aus der Stadt San Luis Potosí wurde 1972 gegründet und sollte eigentlich nur den Unterbau für den Ortsnachbarn Club San Luis bilden, der zu dieser Zeit der Primera División angehörte. Doch bereits nach zwei Jahren kam das Unerwartete: Während der Club San Luis am Saisonende 1973/74 in die zweite Liga abstieg, gelang dem Club Atlético Potosino der Aufstieg. Weil die Potosinos sich 15 Jahre lang in der ersten Liga halten konnten und der Club San Luis zwei Jahre später ins Oberhaus zurückkehrte, kam es in der Saison 1976/77 zum bisher einzigen Mal in der mexikanischen Primera División zu Stadtderbys zwischen zwei Vereinen aus San Luis Potosi. Hier behielt der Club San Luis in den direkten Duellen zwar (mit 1:1 und 2:0) die Oberhand, musste die erste Liga jedoch erneut verlassen, weil die Erstligaspielberechtigung für die kommende Saison an den CD Tampico verhökert worden war.

### Torreón
Bevor Santos Laguna sich zu einer festen Größe im mexikanischen Fußball entwickelte, buhlten der CF Laguna und der CF Torreón um die Vorherrschaft in Torreón. Sie verbrachten zwischen 1969/70 und 1973/74 fünf gemeinsame Spielzeiten in der Primera División und standen sich in zehn Punktspielen gegenüber. Sechsmal gewann der CF Laguna und je zweimal trennten die beiden Kontrahenten sich unentschieden bzw. gewann der CF Torreón. Die Torbilanz von 13:9 sieht ebenfalls den CF Laguna im Vorteil. Trotz seiner nur zwei Erfolge konnte der CF Torreón in der Saison 1973/74 mit 4:0 den höchsten Derbysieg zu seinen Gunsten verbuchen. Ein weiterer interessanter Aspekt ist, dass bei allen acht Derbysiegen die unterlegene Mannschaft keinen Treffer erzielen konnte.

## Weitere Rivalitäten

### El Clásico Verdadero: Atlante vs Necaxa
Seit einigen Jahren sind beide Vereine in weit auseinanderliegenden Städten beheimatet: Necaxa im rund 400 Kilometer Luftlinie nordwestlich von Mexiko-Stadt gelegenen Aguascalientes und Atlante im Badeort Cancún am Karibischen Meer im äußersten Osten von Mexiko.
Doch bis Anfang des 21. Jahrhunderts waren beide Vereine noch in der mexikanischen Hauptstadt beheimatet und hatten eine wesentlich ältere Rivalität vorzuweisen als die erst ab den 1960er Jahren allmählich entstandenen Animositäten zwischen den heutigen Großvereinen aus Mexiko-Stadt, América, Pumas und Cruz Azul. Beide Vereine waren durch einen unterschiedlichen Sozialstatus geprägt: Atlante galt von Anfang an als Repräsentant der Arbeiterklasse und war unter dem Spitznamen Los Prietitos (dt. Die Dunkelhäutigen) bekannt, während Necaxa als Verein der Angestellten galt. In den 1930er und frühen 1940er Jahren hatten beide Vereine die größte Gefolgschaft in der Hauptstadt.
Ihre Rivalität entstand in der Saison 1927/28, als der Club Atlante erstmals in der Hauptstadtliga vertreten war, in der der Club Necaxa bereits seit 1923/24 mitwirkte. Das erste Derby zwischen den beiden Mannschaften wurde am 9. Oktober 1927 ausgetragen und endete 2:2, wobei sich die Erfolge beider Mannschaften in den ausgehenden 1920er Jahren noch in engen Grenzen hielten. Dies änderte sich in der Saison 1931/32, die beide Mannschaften punktgleich an der Tabellenspitze abschlossen. Somit wurden Entscheidungsspiele erforderlich, die der Club Atlante im Parque Necaxa des Gegners noch für sich entscheiden konnte und seinen ersten Meistertitel einfuhr. Doch im weiteren Verlauf der 1930er Jahre dominierte der Club Necaxa nicht nur Atlante, sondern auch weitgehend die Hauptstadtliga, die er in den Jahren 1933, 1935, 1937 und 1938 insgesamt viermal gewann und sich den Beinamen Los Once Hermanos (dt. Die elf Brüder) erwarb. In der Saison 1940/41 sicherte sich Atlante seinen zweiten Meistertitel. Doch als in der Saison 1943/44 die mexikanische Profiliga eingeführt wurde, verzichtete der Club Necaxa auf seine Teilnahme und vollzog diesen Schritt erst sieben Jahre später zur Saison 1950/51. Doch der alte Klassiker hatte seine Strahlkraft verloren und erreichte nie mehr die Bedeutung wie in den Zeiten des Amateurfußballs. Nachdem der Club Necaxa 1971 von spanischen Geschäftsleuten erworben und in Atlético Español umbenannt worden war, hatte das alte Derby seine einstige Magie gänzlich und unwiederbringlich verloren.
Horacio Casarín, einer der besten mexikanischen Fußballspieler aller Zeiten, begann seine Laufbahn 1936 beim Club Necaxa und hatte wesentlichen Anteil am Gewinn der Meistertitel von 1937 und 1938. Daher war es ein doppelter Schock für die Necaxa-Fans, als Casarín 1942 die Mannschaft der Once Hermanos verließ und noch dazu ausgerechnet beim damaligen Stadtrivalen Atlante anheuerte, mit dem er 1947 einen weiteren Meistertitel gewann.

### Atlante vs León
Nachdem der alte Rivale Necaxa weggefallen war, entwickelte sich für den Club Atlante in den frühen Jahren des Profifußballs schon bald eine neue Rivalität zu einem rund 325 Kilometer Luftlinie entfernt liegenden Verein. Denn als der neu gestaltete Club León zur Saison 1944/45 in die Liga Mayor aufgenommen wurde, startete er mit einem fulminanten 5:3-Heimsieg im Parque Patria gegen Atlante in seine erste Erstligaspielzeit. Diese Demütigung verärgerte General Núñez, der seit 1935 dem Club Atlante vorstand. Als die beiden Vereine sich zwei Jahre später am Ende der Saison 1946/47 ein Kopf-an-Kopf-Rennen um die Meisterschaft lieferten und am vorletzten Spieltag aufeinander trafen, ließ der einflussreiche Núñez das in León angesetzte Spiel in die Hauptstadt verlegen, wodurch er León das Heimrecht nahm und seinen eigenen Verein begünstigte. Grund für diese Entscheidung war eine zu jener Zeit in León grassierende Aphthe-Epidemie, die die von General Núñez beeinflusste Gesundheitsbehörde zu der Entscheidung brachte, sämtliche Sportveranstaltungen in León zu verbieten. Daraufhin entschied die ebenfalls durch Núñez beeinflusste Liga Mayor, das Spiel in die Hauptstadt zu verlegen, in der Atlante seinerzeit beheimatet war. Der Club León protestierte gegen diese Entscheidung, musste sich aber letztendlich fügen und kam auf fremdem Terrain nicht über ein torloses Remis hinaus, wodurch der Club Atlante seinen Vorsprung von drei Punkten behielt (damals galt noch die Zwei-Punkte-Regel) und bei nur noch je einem ausstehenden Spiel von Atlante und León vorzeitig Meister wurde.
Auf die Revanche musste der Club León nicht lange warten: am 21. September 1947 kamen die Esmeraldas mit der Empfehlung von zwei Siegen aus zwei Spielen nach Mexiko-Stadt, um ihr Auswärtsspiel beim noch punktlosen Club Atlante (zwei Niederlagen aus zwei Spielen) zu absolvieren. Nach 81 Minuten lag León mit 10:0 in Führung, der Gegentreffer von Rafael Meza in der 84. Minute für die Gastgeber zum 1:10-Endstand war nur noch Makulatur. Die Spielzeiten 1947/48 und 1948/49 beendete der Club León jeweils als Meister, während Atlante beide Spielzeiten auf dem vorletzten Tabellenplatz abschloss.

### El Clásico del Sur
Zwischen den östlich von Mexiko-Stadt gelegenen Städten Puebla und Veracruz besteht eine langjährige Abneigung, die älter als der Fußball ist. Zumindest aber älter als die beiden betroffenen Vereine CD Veracruz und Puebla FC, die erst 1943 bzw. 1944 entstanden sind. Denn man sagt den Bewohnern der beiden Städte einen diametral entgegengesetzten Lebensstil und ebensolche Charaktereigenschaften nach. Demgemäß gilt der typische Poblano als jemand, der seine Arbeit fleißig und nahezu perfektionistisch verrichtet, andererseits aber auch ein wenig arrogant ist. Der Jarocho hingegen ist bekannt für seine Lebensfreude und derbe Sprache, gilt aber auch als ein bisschen faul. Wegen der in Puebla angesiedelten Industrie sind viele Veracruzanos auf der Suche nach einem guten Job dorthin gezogen. Wenn sie zusammenarbeiten meint der Poblano, dass der Veracruzano seine Aufgabe nicht richtig erledigt und umgekehrt mag der Jarocho den Poblano wegen dessen Überlegenheitskomplex nicht. Im Fußball hat diese Rivalität auch immer wieder ihre Schattenseiten gezeigt, wenn es etwa zu Ausschreitungen und Verhaftungen kam, gegnerische Fanbusse mit Steinen beworfen wurden und Verletzte zu beklagen waren.
Als in der Saison 1943/44 die mexikanische Profiliga eingeführt wurde, gehörte der durch eine Fusion neu entstandene CD Veracruz zu den Gründungsmitgliedern. Der ein Jahr später ins Leben gerufene Puebla FC stieg in der folgenden Spielzeit 1944/45 in die Liga ein, ließ auf Anhieb den CD Veracruz hinter sich und wurde nicht nur Vizemeister, sondern auch noch Pokalsieger. Diesen frühen Erfolg der Camoteros konnten die Tiburones Rojos schon früh mehr als wettmachen und wurden ihrerseits in den nächsten fünf Jahren zweimal Meister und einmal Pokalsieger. Doch danach konnte der CD Veracruz keine weiteren Erfolge mehr verbuchen, stieg 1952 aus der ersten Liga ab und erhielt nach der Zweitliga-Saison 1952/53 aufgrund hoher Schulden keine Lizenz mehr. Schon wenige Jahre später ereilte den Puebla FC ein ähnliches Schicksal, als er sich aufgrund Überschuldung aus dem Spielbetrieb zurückziehen musste.
Erst in den 1960er Jahren gelang beiden Vereinen die Rückkehr in den Profifußball und erstmals in der Saison 1970/71 standen sie sich wieder in einem Punktspiel gegenüber. Spätestens seit dem erneuten Abstieg des CD Veracruz am Ende der Saison 1978/79 aber hat der Puebla FC über eine längere Zeitspanne die Vormacht übernommen, gewann zweimal die Meisterschaft (1983 und 1990), einmal den CONCACAF Champions´ Cup (1991) und mehrmals den Pokal. 1984 ging der CD Veracruz noch einmal in Konkurs und kehrte erst 1989 in die erste Liga zurück, als er – ebenso wie bei seinem späteren Comeback 2013 – die Lizenz eines wirtschaftlich schwächeren Vereins übernommen hatte.

### El Clásico del Centro
Wie zwischen Puebla und Veracruz im Süden Mexikos gibt es auch eine große Rivalität zwischen den Städten Querétaro und San Luis Potosí in Zentralmexiko. Diese Rivalität lässt auch den Fußball nicht unberührt und wurde traditionell zwischen dem Querétaro FC und dem San Luis FC als den wichtigsten Repräsentanten des jeweiligen Bundesstaates (Querétaro und San Luis Potosí) ausgelebt.
Ein markanter Höhepunkt der Rivalität war die Zweitligasaison 2004/05, in der beide Mannschaften die unmittelbare Rückkehr in die erste Liga anstrebten und ihrer jeweiligen Favoritenrolle insofern gerecht wurden, als der San Luis FC die Meisterschaft der Apertura 2004 und der Querétaro FC die Meisterschaft der Clausura 2005 gewann. Weil in Mexiko pro Spielzeit nur eine Mannschaft aufsteigt, wird der Aufsteiger in einem Gesamtsaisonfinale ermittelt, in dem sich die Meister der Apertura und Clausura gegenüberstehen. Hierbei setzte sich San Luis durch, während Querétaro noch ein weiteres Jahr auf die Rückkehr in die höchste Spielklasse warten musste.
Seit der Auflösung des San Luis FC im Sommer 2013 und der darauffolgenden Gründung von Atlético San Luis werden (aufgrund der unterschiedlichen Ligazugehörigkeit bisher nur im mexikanischen Pokalwettbewerb zustande gekommene) Begegnungen zwischen diesem Verein und dem Querétaro FC als Clásico del Centro bezeichnet.

### El Clásico del Bajío
Eine weitere städteübergreifende Rivalität ist der Clásico del Bajío, das traditionsreiche Derby im mexikanischen Bundesstaat Guanajuato, das zwischen dem Club León und dem rund 60 Kilometer entfernten CD Irapuato ausgetragen wird.
Die fußballerische Rivalität zwischen den Städten León und Irapuato geht bereits auf die 1920er Jahre zurück und ist eng mit dem Fußballenthusiasten Diego Mosqueda verbunden. Mosqueda gründete 1911 in Irapuato einen Verein unter der Bezeichnung Club Mutualista Irapuatense. Als er später nach León verzog, gründete er auch dort einen Verein. Der 1920 entstandene León Atlético war der erste Fußballverein in der Weberstadt und wird inoffiziell als Vorgängerverein des 1944 kreierten Profivereins Club León angesehen. Weil es zunächst in der eigenen Stadt an Gegnern mangelte, organisierte Mosqueda, der noch über gute Kontakte nach Irapuato verfügte, eine Reihe von Freundschaftsspielen zwischen León Atlético und Mannschaften aus Irapuato. In den frühen 1930er Jahren wurde erstmals die Staatsmeisterschaft von Guanajuato ausgetragen, die zunächst von Teams aus Irapuato dominiert wurde. In der Saison 1934/35 gewann erstmals ein Verein aus León die Meisterschaft und durchbrach somit die bis dahin bestehende Vormachtstellung der Clubs aus Irapuato.
Seither besteht zwischen den beiden Städten bzw. ihren sportlichen Repräsentanten eine Rivalität, die nicht selten zu gewalttätigen Ausschreitungen der verfeindeten Fanlager geführt hat und noch immer führt. Um Krawalle zwischen den eigenen Fans und denen des Erzrivalen Club León von Anfang an zu unterbinden, hat der Vorstand des CD Irapuato beschlossen, für das brisante Derby am letzten Spieltag der Saison 2010/11 keine Tickets an Auswärtsfans abzugeben. Doch das Fehlen der gegnerischen Fans hatte lediglich zur Folge, dass die im Zusammenhang mit diesem Derby bestehenden Aggressionen letztendlich in den eigenen Reihen abgebaut wurden.
Bisher wurden im Zeitraum von 1954 bis 2015 insgesamt 85 Clásicos del Bajío ausgetragen, von denen León 38 und Irapuato 21 gewann. Die restlichen 26 Begegnungen endeten unentschieden.

### El Clásico Tamaulipeco
Im Bundesstaat Tamaulipas gibt es eine Rivalität zwischen dem Tampico-Madero FC, der die beiden benachbarten Hafenstädte Tampico und Ciudad Madero vertritt, und den UAT Correcaminos aus der rund 250 km nordwestlich gelegenen Ciudad Victoria.
Zwischen 1987 und 1990 wurde diese Begegnung alljährlich in der Primera División ausgetragen sowie noch einmal in der Saison 1994/95, in der beide Vereine zuletzt gemeinsam in der höchsten mexikanischen Spielklasse vertreten waren. Nach dem gemeinsamen Abstieg in die zweite Liga gab es jedoch nur noch gelegentliche Aufeinandertreffen, weil der Tampico-Madero FC über weite Strecken nur in der dritten Liga spielte. Seit der Saison 2016/17 sind beide Vereine wieder gemeinsam in der zweiten Liga vertreten, der die Correcaminos seit 1995 ununterbrochen angehören.